# Bergamodactylus wildi
Il bergamodattilo (Bergamodactylus wildi) è un rettile volante estinto, appartenente agli pterosauri. Visse nel Triassico superiore (Norico, circa 212 milioni di anni fa) e i suoi resti fossili sono stati ritrovati in Italia.

## Descrizione
Con un'apertura alare di soli quaranta centimetri, Bergamodactylus era uno dei più piccoli pterosauri noti. Le piccole dimensioni avevano fatto supporre inizialmente che l'esemplare tipo fosse appartenuto a un giovane, ma successive analisi morfologiche non hanno trovato riscontro per questa ipotesi. Bergamodactylus doveva essere assai simile ad altri pterosauri triassici come Eudimorphodon e Carniadactylus, e se ne distingueva principalmente per le dimensioni alquanto ridotte. Vi erano alcuni tratti distintivi di Bergamodactylus: l'osso postorbitale era gracile e dotato di un processo frontale allungato; la premascella non partecipava al margine ventrale delle narici esterne; il quarto metacarpale dell'ala era piccolo, circa il 30% e il 40% della lunghezza di omero e ulna; il femore era piccolo, lungo circa metà dell'ulna e della prima falange dell'ala. Oltre a queste, vi erano altre caratteristiche che distinguevano Bergamodactylus dalle forme simili, come i rami mandibolari più profondi rispetto a quelli di Carniadactylus, la mancanza di grandi denti nella regione mediana delle mascelle, e la dentatura della mandibola che si estendeva più posteriormente rispetto a Carniadactylus. I denti, inoltre, erano molti meno che in Eudimorphodon (in Bergamodactylus erano 18 e 17 in ogni ramo mascellare e mandibolare, in Eudimorphodon erano 29 e 28), e lo smalto dentario possedeva una superficie liscia, non striata come in Eudimorphodon (Kellner, 2015).

## Classificazione
L'olotipo di Bergamodactylus wildi, noto come MPUM 6009, proviene dalla formazione nota come Calcari di Zorzino, presso Cene in provincia di Bergamo (Italia). Questo esemplare venne descritto per la prima volta da Wild nel 1978 in una monografia sugli pterosauri di Cene, divenendo noto come "l'esemplare di Milano" e venne inizialmente attribuito a un esemplare giovane di Eudimorphodon ranzii. Studi morfologici successivi hanno dimostrato che non vi sono elementi per ritenere l'esemplare un giovane; nel 2015 Alexander Kellner ha indicato un nuovo genere e una nuova specie per questo esemplare, Bergamodactylus wildi, aumentando quindi la diversità degli pterosauri triassici della zona di Cene. In precedenza, Dalla Vecchia aveva considerato l'esemplare un giovane di Carniadactylus rosenfeldi (Dalla Vecchia, 2009).

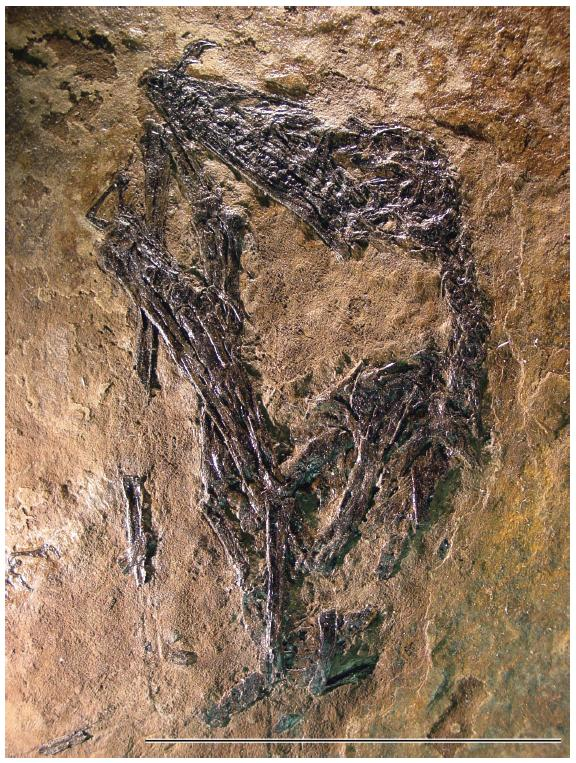
Olotipo di Bergamodactylus wildi

Bergamodactylus è considerato un membro particolarmente piccolo della famiglia Campylognathoididae, un gruppo di pterosauri non pterodattiloidi dalla dentatura differenziata, tipici del Triassico e del primo Giurassico (Kellner, 2015).